# White Hall (Virginia Occidental)
White Hall es un pueblo ubicado en el condado de Marion en el estado estadounidense de Virginia Occidental. En el Censo de 2010 tenía una población de 648 habitantes y una densidad poblacional de 237,83 personas por km².

## Geografía
White Hall se encuentra ubicado en las coordenadas 39°25′19″N 80°11′10″O / 39.42194, -80.18611. Según la Oficina del Censo de los Estados Unidos, White Hall tiene una superficie total de 2.72 km², de la cual 2.72 km² corresponden a tierra firme y (0%) 0 km² es agua.

## Demografía
Según el censo de 2010, había 648 personas residiendo en White Hall. La densidad de población era de 237,83 hab./km². De los 648 habitantes, White Hall estaba compuesto por el 91.51% blancos, el 2.47% eran afroamericanos, el 0.15% eran amerindios, el 3.09% eran asiáticos, el 0% eran isleños del Pacífico, el 0.31% eran de otras razas y el 2.47% pertenecían a dos o más razas. Del total de la población el 1.85% eran hispanos o latinos de cualquier raza.